# Campionato Amapaense
Il Campeonato Amapaense è il campionato di calcio dello stato dell'Amapá, in Brasile. È organizzato dal 1944 dalla Federação Amapaense de Futebol (FAF).

## Stagione 2024
- Independente-AP (Santana)
- Macapá (Macapá)
- Mazagão (Mazagão)
- Oratório (Macapá)
- Santana (Santana)
- Santos-AP (Macapá)
- San Paolo-AP (Macapá)
- São José-AP (Macapá)
- Trem (Macapá)
- Ypiranga-AP (Macapá)

## Albo d'oro
- 1944 Macapá
- 1945 Amapá
- 1946 Macapá
- 1947 Macapá
- 1948 Macapá
- 1949 non disputato
- 1950 Amapá
- 1951 Amapá
- 1952 Trem
- 1953 Amapá
- 1954 Macapá
- 1955 Macapá
- 1956 Macapá
- 1957 Macapá
- 1958 Macapá
- 1959 Macapá
- 1960 Santana
- 1961 Santana
- 1962 Santana
- 1963 CEA
- 1964 Juventus
- 1965 Santana
- 1966 Juventus
- 1967 Juventus
- 1968 Santana
- 1969 Macapá
- 1970 São José
- 1971 São José
- 1972 Santana
- 1973 Amapá
- 1974 Macapá
- 1975 Amapá
- 1976 Ypiranga
- 1977 Guarany
- 1978 Macapá
- 1979 Amapá
- 1980 Macapá
- 1981 Macapá
- 1982 Independente
- 1983 Independente
- 1984 Trem
- 1985 Santana
- 1986 Macapá
- 1987 Amapá
- 1988 Amapá
- 1989 Independente
- 1990 Amapá
- 1991 Macapá
- 1992 Ypiranga
- 1993 São José
- 1994 Ypiranga
- 1995 Independente
- 1996 non disputato
- 1997 Ypiranga
- 1998 Aliança
- 1999 Ypiranga
- 2000 Santos
- 2001 Independente
- 2002 Ypiranga
- 2003 Ypiranga
- 2004 Ypiranga
- 2005 São José
- 2006 São José
- 2007 Trem
- 2008 Cristal
- 2009 São José
- 2010 Trem
- 2011 Trem
- 2012 Oratório
- 2013 Santos
- 2014 Santos
- 2015 Santos
- 2016 Santos
- 2017 Santos
- 2018 Ypiranga
- 2019 Santos
- 2020 Ypiranga
- 2021 Trem
- 2022 Trem
- 2023 Trem

## Titoli per squadra
Le squadre contrassegnate da un asterisco (*) non sono più attive.
| Squadra      | Città   | Titoli |
| ------------ | ------- | ------ |
| Macapá       | Macapá  | 17     |
| Amapá        | Macapá  | 11     |
| Ypiranga     | Macapá  | 10     |
| Trem         | Macapá  | 8      |
| Santana      | Santana | 7      |
| Santos       | Macapá  | 7      |
| São José     | Macapá  | 6      |
| Independente | Santana | 5      |
| Juventus *   | Macapá  | 3      |
| Aliança      | Santana | 1      |
| CEA *        | Macapá  | 1      |
| Guarany *    | Macapá  | 1      |
| Cristal      | Macapá  | 1      |
| Oratório     | Macapá  | 1      |